# Movimiento Islámico del Azawad
El Movimiento Islámico del Azawad (MIA) es un movimiento que surgió de una escisión de Ansar Dine en enero de 2013, tras la intervención francesa (Operación Serval) en Malí. Se disolvió oficialmente el 19 de mayo de 2013 y se unió al Alto Consejo para la Unidad del Azawad (HCUA).

## Historia
El secretario general del grupo, Alghabass Ag Intalla, procede de una de las grandes familias tuareg de la región de Kidal que participó en las conversaciones de Uagadugú (Burkina Faso) en nombre de Ansar ad-Din. Entre los disidentes también estaba el ex portavoz de Ansar Dine: Mohamed Ag Arib.
El grupo dijo que se distanciaba de Ansar ad-Din y que quería negociaciones para una solución pacífica de la crisis de Malí. En un comunicado público, también instó a Francia y Malí a que pusieran fin a las hostilidades en las regiones de Kidal y Ménaka, sin mencionar las regiones de Tombuctú y Gao, que estaban controladas por Al Qaeda del Magreb Islámico (AQMI ) y el Movimiento para la Unicidad y la Yihad en África Occidental (MUJAO). También declararon su disposición a luchar contra el «extremismo» y el «terrorismo».
En enero de 2013, el portavoz de MIA, Mohamed Ag Aharib, declaró a la Voz de América (VOA) que la separación fue hecha por la «parte moderada» de Ansar Dine, que en su opinión existía desde hacía mucho tiempo y se oponía a la ofensiva en el sur. También afirmó que el MIA estaba exigiendo la autonomía del Azawad pero no la independencia.
Para algunos, el origen de este movimiento es problemático, y su objetivo real sigue siendo incierto. Esta posición es compartida por el juez antiterrorista Jean-Louis Bruguière, quien afirma que «todavía es demasiado pronto» para negociar con este nuevo movimiento y que «es necesario tomar mucha distancia y precauciones». Además, cree que esta organización fue creada para «ganar tiempo ante el avance de las tropas francesas y malienses».
El 19 de mayo de 2013, Alghabass Ag Intalla anunció la disolución del MIA y su incorporación al Alto Consejo para la Unidad del Azawad.